# Église Saint-Laurent de Saint-Laurent-de-la-Cabrerisse
L'église Saint-Laurent de Saint-Laurent-de-la-Cabrerisse est une église située en France sur la commune de Saint-Laurent-de-la-Cabrerisse, dans le département de l'Aude en région Occitanie.
Le porche a été classé au titre des monuments historiques en 1950.

## Localisation
L'église est située sur la commune de Saint-Laurent-de-la-Cabrerisse, dans le département français de l'Aude.